# L'estate di Giacomo
L'estate di Giacomo è un film del 2011 scritto e diretto da Alessandro Comodin.
Vincitore del Pardo d'oro come miglior film della sezione Cineasti del presente al Festival di Locarno 2011, ha poi continuato a raccogliere consensi e premi in altri festival internazionali (Woosuk Award al Jeonju Film Festival 2012, Ovidio d'oro al Sulmonacinema Film Festival, Grand Prix della giuria al festival di Belfort), è uscito nelle sale cinematografiche francesi il 4 luglio 2012 ed è stato distribuito in quelle italiane il 20 luglio 2012. È stato candidato al premio Magritte per il miglior documentario.

## Trama
Il ragazzo ipoudente Giacomo insieme alla sua amica Stefania, un pomeriggio d'estate, lungo le rive del Tagliamento.